# Camillo Pace
Pour les articles homonymes, voir Pace.
Camillo Pace (Paglieta, 16 mai 1862 - Pescara, 1948) est un pasteur italien connu pour son œuvre d'évangélisation et aussi pour avoir fait connaître, dès 1930, l'existence en Allemagne d'une résistance antinazie protestante.

## Biographie
Né à Paglieta très jeune, à 17 ans, Camillo Pace s'enrôle dans la Guardia di Finanza. Son service militaire terminé, il se consacre au commerce. La rencontre avec le protestantisme et l’Assemblées de Frères se passe à Pescara où il a commencé à étudier la théologie qu’il approfondit ensuite à Londres et à Plymouth. 
À partir de 1889 Pace commence une intense activité d’évangélisation dans les Abruzzes à Lanciano,Paglieta, Gissi et Pescara. En 1925 il s'installe avec sa femme Lucia Pace à Florence où il prend part au groupe dirigeant de l'"Instituto Commandi", un centre d’accueil fondé en 1876 par Giuseppe Comandi pour l’asile, l’accueil et l’éducation des jeunes orphelins ou sans famille. En 1928 il publie un traité religieux sur saint Augustin, docteur de l'Église. 
Doué d’une forte personnalité et d'une éloquence redoutable, des 1930, s’alternant avec Gino Veronesi, Pace est à la direction de l’hebdomadaire "Ebenezer", un journal imprimé par l'Istituto Comandi qui, bien que né dans le cadre étroit de l'Assemblée des Frères, publie des articles ouverts aux plus modernes instances humaines et sociales et qui démontrent aussi un intérêt particulier vers la question de la  résistance antinazie protestante en Allemagne. 
À cause du fait d'avoir été affilié, dans sa jeunesse, et avant sa conversion, à une Loge maçonnique, et pour avoir affirmé avec ses sermons d’être contre la guerre, dès 1939 il sera accusé d’antifascisme par le régime de Mussolini, Pace sera persécuté jusqu'à sa déportation en 1942 en Calabre. Il accepta la persécution sans jamais se rebeller, conformément à la volonté de Dieu. À la fin de la guerre il sera de retour à Pescara. 
Camillo Pace eut cinq enfants parmi lesquels on cite Aurelio Pace, membre du Parti d'action à Florence, historien de l'Unesco et père de l'artiste Joseph Pace fondateur à Paris du « filtranisme », et Mario Vonwiller, lui aussi de l'Assemblée des frères en Suisse.
Il meurt en 1948 à Pescara à 86 ans dans la maison de son fils Aurelio et de sa belle-fille Franchina Cardile.

## Publications
- Camillo Pace, San'Agostino, Vescovo d'Ippona, Dottore della Chiesa, Casa Edistrice Sonzogno, Milan, 1928.